# 認知症疾患医療センター
認知症疾患医療センター（にんちしょうしっかんいりょうセンター）とは、都道府県及び指定都市により認知症専門医療の提供と介護サービス事業者との連携を担う中核機関として指定を受けた医療機関のことである。全国に150カ所の整備を目的としており、2016年（平成28年）2月28日現在において336カ所（47道府県、18指定都市）が設置されている。主に精神科を標榜する病院に設置されており、基幹型、地域型、診療所型の3つの類型が定められている。
以前は「老人性痴呆疾患センター」（痴呆症から認知症の改称により老人性認知症センターとなる）の名称で平成元年度から平成18年度まで予算計上されていたが、地域の関係機関との連携等において十分な機能を果たしていないことが課題となったことから見直しが行われ、現在の認知症疾患医療センターとなった。
認知症疾患医療センターとしての機能役割は以下のことが挙げられる。
- 専門医療機関として、詳細な診断や急性精神症状への対応、身体合併症を有する患者への対応を行う[1]。
- 認知症医療の地域における中核的機関として、専門職研修会や連携協議会開催、専門的な相談を通して、医療機関と介護サービス提供事業所等との連携強化を図る[1]。
- 認知症医療の情報センターとして、地域住民への認知症に対する理解を含めた啓発活動や相談を行う[1]。
- 地域における医療と介護の連携拠点として、認知症連携担当者を配置し、地域包括支援センターとの連携機能の強化を図る[1]。

## 認知症疾患医療センターの一覧
2016年（平成28年）2月末現在での認知症疾患医療センターは以下の通り。
基幹型（太字）、地域型、診療所型（★印）

### 北海道
- 道央佐藤病院
- 砂川市立病院
- 恵愛病院
- 三愛病院
- 伊達赤十字病院
- 旭川圭泉会病院
- ミネルバ病院
- 亀田病院分院亀田北病院
- 富田病院
- 函館渡辺病院
- 北見赤十字病院
- 大江病院
- 江別すずらん病院
- 千歳病院
- 小樽市立病院
- 相川記念病院
- 北海道立向陽ヶ丘病院
- 星が浦病院

### 青森県
- 青森県立つくしが丘病院
- 弘前愛成会病院
- 青南病院

- 高松病院

- つがる総合病院

### 岩手県
- 岩手医科大学附属病院
- 宮古山口病院

### 宮城県
仙台市
- いずみの杜診療所★
- 仙台西多賀病院

その他市町村
- 三峰病院
- こだまホスピタル
- 仙南サナトリウム
- 坂総合クリニック★
- 旭山病院
- こころのホスピタル・古川グリーンヒルズ

### 秋田県
- 秋田県立リハビリテーション・精神医療センター
- 秋田緑ヶ丘病院

### 山形県
- 篠田総合病院
- 佐藤病院
- 日本海総合病院

### 福島県
- 福島赤十字病院
- 星総合病院
- 竹田綜合病院
- 舞子浜病院

### 茨城県
- 筑波大学附属病院
- 石崎病院
- 栗田病院
- 日立梅ヶ丘病院
- 鹿島病院
- 宮本病院
- 古河赤十字病院

### 栃木県
- 獨協医科大学病院
- 烏山台病院
- 足利富士見台病院
- 上都賀総合病院
- 皆藤病院
- 足利赤十字病院

### 群馬県
- 群馬大学医学部附属病院
- 内田病院
- 岸病院
- サンピエール病院
- 篠塚病院
- 上毛病院
- 老年病研究所附属病院
- 西毛病院
- 田中病院
- 原病院

### 埼玉県
さいたま市
- 埼玉精神神経センター

その他市町村
- 秩父中央病院
- 武里病院
- 毛呂病院
- 西熊谷病院
- 戸田病院
- 埼玉県済生会鴻巣病院
- 東武中央病院
- あさひ病院
- 久喜すずのき病院

### 千葉県
千葉市
- 千葉大学医学部附属病院

その他市町村
- 袖ヶ浦さつき台病院
- 浅井病院
- 旭神経内科リハビリテーション病院
- 東邦大学医療センター佐倉病院
- 東条メンタルホスピタル
- 八千代病院
- 千葉病院
- 国保旭中央病院
- 千葉労災病院

### 東京都
- 順天堂大学医学部附属順天堂医院
- 荏原病院
- 東京都立松沢病院
- 東京都健康長寿医療センター
- 大内病院
- 順天堂大学医学部附属順天堂東京江東高齢者医療センター
- 立川病院
- 杏林大学医学部付属病院
- 平川病院
- 浴風会病院
- 青梅成木台病院
- 山田病院
- 三井記念病院
- 聖路加国際病院
- 東京都済生会中央病院
- 公益財団法人ライフ・エクステンション研究所付属永寿総合病院
- 荏原中延クリニック★
- 国家公務員共済組合連合会 三宿病院
- 東京医科大学病院
- あしかりクリニック★
- 豊島長崎クリニック★
- オレンジほっとクリニック★
- 慈雲堂病院
- あべクリニック★
- いずみホームケアクリニック★
- 中村病院
- 東京さくら病院
- 福生クリニック★
- 菜の花クリニック★
- 鶴川サナトリウム病院
- 桜ヶ丘記念病院
- 稲城台病院
- たかつきクリニック★
- 国分寺病院
- 新田クリニック★
- 東大和病院
- 武蔵村山病院
- 武蔵野赤十字病院
- 青木病院
- 東京慈恵会医科大学附属第三病院
- 多摩あおば病院

### 神奈川県
横浜市
- 横浜市立大学附属病院
- 済生会横浜市東部病院
- 横浜舞岡病院
- 横浜市総合保健医療センター診療所★

川崎市
- 聖マリアンナ医科大学病院
- 日本医科大学武蔵小杉病院

相模原市
- 北里大学東病院

その他市町村
- 東海大学医学部付属病院
- 久里浜医療センター
- 曽我病院

### 新潟県
新潟市
- 白根緑ヶ丘病院
- 総合リハビリテーションセンター・みどり病院

その他市町村
- 三島病院
- 柏崎厚生病院
- 黒川病院
- 高田西城病院
- 南魚沼市民病院
- 川瀬神経内科クリニック★

### 富山県
- 魚津緑ヶ丘病院
- 谷野呉山病院
- 北陸病院

### 石川県
- 石川県立こころの病院
- 加賀こころの病院

### 福井県
- 松原病院
- 敦賀温泉病院

### 山梨県
- 山梨県立北病院
- 日下部記念病院

### 長野県
- 飯田病院
- 北アルプス医療センターあづみ病院
- 佐久総合病院

### 岐阜県
- 岐阜病院
- 黒野病院
- 大垣病院
- のぞみの丘ホスピタル
- 慈恵中央病院
- 大湫病院
- 須田病院

### 静岡県
静岡市
- 静岡てんかん・神経医療センター
- 溝口病院

浜松市
- 聖隷三方原病院

その他市町村
- NTT東日本伊豆病院
- 掛川市・袋井市病院企業団立中東遠総合医療センター
- 鷹岡病院

### 愛知県
名古屋市
- まつかげシニアホスピタル
- 守山荘病院
- 名鉄病院

その他市町村
- 国立長寿医療研究センター
- 八千代病院
- 豊橋こころのケアセンター
- いまいせ心療センター
- 七宝病院
- あさひが丘ホスピタル
- 愛知医科大学病院

### 三重県
- 三重大学医学部附属病院
- 松阪厚生病院
- 三重県立こころの医療センター
- 東員病院
- 熊野病院

### 滋賀県
- 瀬田川病院
- 琵琶湖病院
- 豊郷病院
- 水口病院
- 藤本クリニック★
- セフィロト病院
- 近江温泉病院
- 滋賀八幡病院

### 京都府
京都市
- 京都府立医科大学附属病院

その他市町村
- 国立病院機構舞鶴医療センター
- 京都府立洛南病院
- 西山病院
- 宇治おうばく病院
- 京都山城総合医療センター
- 公立南丹病院
- 京都府立医科大学附属北部医療センター

### 大阪府
大阪市
- 大阪市立弘済院附属病院
- 大阪市立大学医学部附属病院
- ほくとクリニック病院

堺市
- 浅香山病院
- 阪南病院

その他市町村
- さわ病院
- 新阿武山病院
- 東香里病院
- 八尾こころのホスピタル
- 大阪さやま病院
- 水間病院

### 兵庫県
神戸市
- 神戸大学医学部附属病院
- 六甲アイランド甲南病院

その他市町村
- 兵庫医科大学病院
- 兵庫県立淡路医療センター
- 大塚病院
- 兵庫県立リハビリテーション西播磨病院
- 公立豊岡病院
- 兵庫県立姫路循環器病センター
- 独立行政法人国立病院機構兵庫中央病院
- 加古川西市民病院
- 西脇市立西脇病院

### 奈良県
- 奈良県立医科大学附属病院
- 一般財団法人信貴山病院ハートランドしぎさん
- 医療法人鴻池会秋津鴻池病院
- 吉田病院

### 和歌山県
- 国保日高総合病院
- 和歌山県立医科大学附属病院
- 南和歌山医療センター

### 鳥取県
- 鳥取大学医学部附属病院
- 渡辺病院
- 倉吉病院
- 養和病院
- 南部町国民健康保険西伯病院

### 島根県
- 島根大学医学部附属病院
- 安来第一病院
- 松が丘病院

### 岡山県
岡山市
- 岡山赤十字病院
- 岡山大学病院

その他市町村
- 慈圭病院
- 川崎医科大学附属病院
- 倉敷平成病院
- こころの医療 たいようの丘ホスピタル
- 積善病院
- きのこエスポアール病院

### 広島県
広島市
- 草津病院
- 瀬野川病院

その他市町村
- ふたば病院
- 三原病院
- 光の丘病院
- メープルヒル病院
- 宗近病院
- 千代田病院
- 三次神経内科クリニック花の里★

### 山口県
- 山口県立こころの医療センター
- いしい記念病院
- 山口県立総合医療センター
- 下関病院
- 泉原病院
- 国立病院機構柳井医療センター

### 徳島県
- 徳島県立中央病院
- 桜木病院
- 冨田病院

### 香川県
- 小豆島病院
- 香川大学医学部附属病院
- 大西病院
- いわき病院
- 総合病院回生病院
- 三豊市立西香川病院

### 愛媛県
- 愛媛大学医学部附属病院
- 砥部病院
- 四国中央病院
- 十全第二病院
- 今治病院
- 真網代くじらリハビリテーション病院
- 宇和島病院

### 高知県
- 高知大学医学部附属病院
- あき総合病院
- 高知鏡川病院
- 一陽病院
- 渡川病院

### 福岡県
福岡市
- 九州大学病院
- 福岡大学病院

北九州市
- 小倉蒲生病院
- たつのおとしごクリニック★
- 三原デイケア+デイケアクリニックりぼん・りぼん★

その他市町村
- 久留米大学病院
- 牧病院
- 大牟田病院
- 宗像病院
- 見立病院
- 水戸病院
- 飯塚記念病院
- 直方中村病院
- 朝倉記念病院
- 植田病院
- 行橋記念病院

### 佐賀県
- 佐賀大学医学部附属病院
- 肥前精神医療センター
- 嬉野温泉病院
- 河畔病院

### 長崎県
- 長崎大学病院
- 出口病院
- 佐世保中央病院
- 島原保養院
- 諌早総合病院

### 熊本県
熊本市
- 熊本大学病院
- くまもと青明病院

その他市町村
- くまもと心療病院
- 荒尾こころの郷病院
- 山鹿回生病院
- 阿蘇やまなみ病院
- 益城病院
- 平成病院
- 吉田病院
- 天草病院
- 佐藤クリニック★

### 大分県
- 緑ヶ丘保養園
- 加藤病院
- 千嶋病院
- 向井病院
- 長門記念病院
- 上野公園病院

### 宮崎県
- 野崎病院
- 大悟病院
- 協和病院

### 鹿児島県
- 谷山病院
- 松下病院
- 宮之城病院
- 栗野病院
- ウエルフェア九州病院
- 荘記念病院
- 奄美病院
- パールランド病院

### 沖縄県
- 嬉野が丘 サマリヤ人病院
- 北中城若松病院